# Stephan Kessler (Philologe)

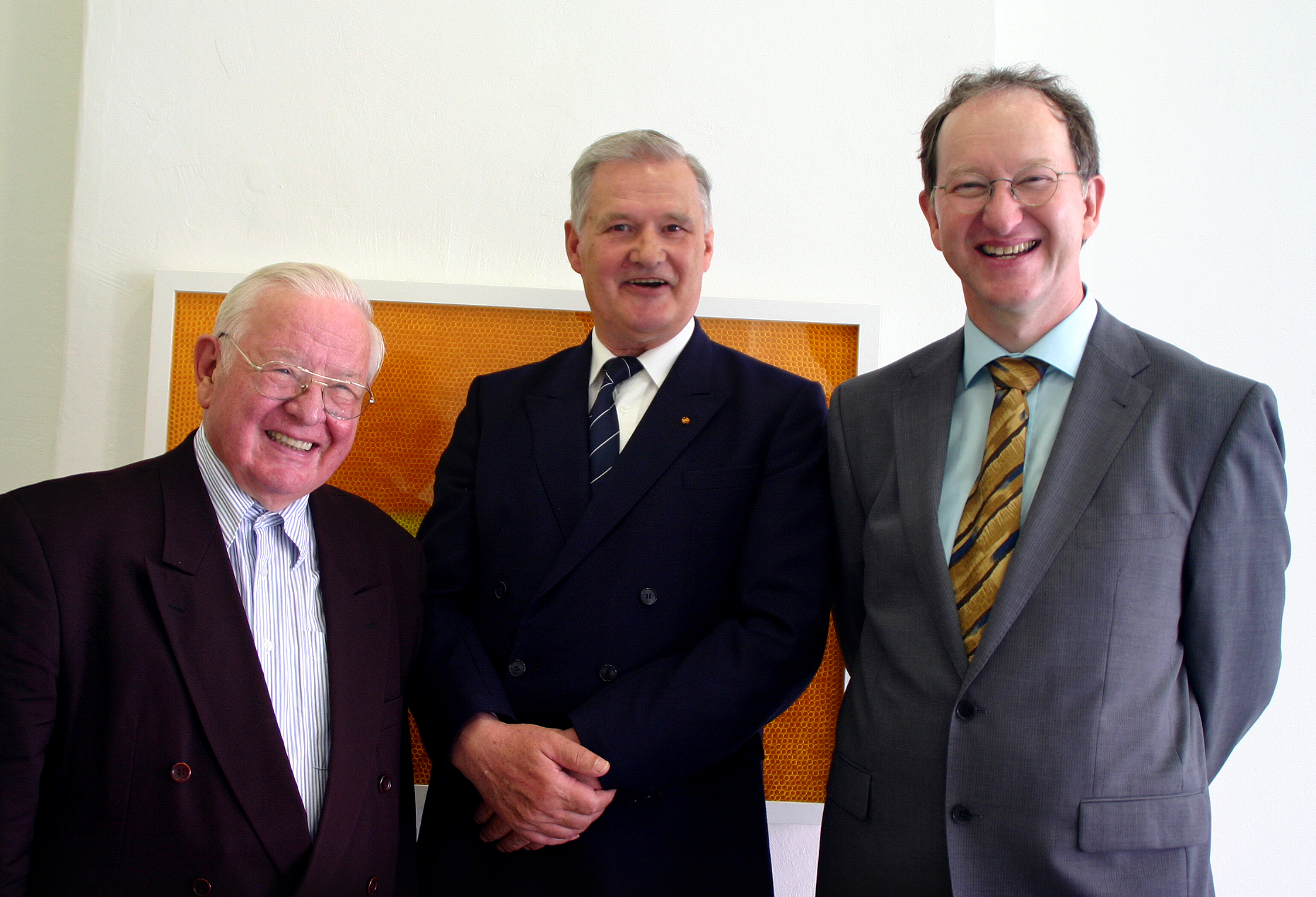
Drei Generationen von Baltisten. Von links nach rechts: Rainer Eckert, Jochen D. Range und Stephan Kessler während der Jubiläumsfeier „20 Jahre Baltistik in Greifswald“ im Jahre 2013

Stephan Helmut Immanuel Kessler (* 26. April 1966 in Krefeld) ist ein deutscher Baltist und der dritte Professor für Baltistik an dem gleichnamigen Lehrstuhl der Universität Greifswald.

## Leben
Nach seinem Abitur 1985 in Xanten studierte Kessler von 1987 bis 1994 hauptsächlich Baltistik, Slawistik und Philosophie in Konstanz und Münster. Danach promovierte er 1998 an der Universität Münster über das Thema Erzähltechniken und Informationsvergabe in Vasilij Aksenovs „Ožog“, „Zolotaja naša železka“ und „Poiski žanra“. 2004 habilitierte er sich an der Universität Greifswald; die Habilitationsschrift, die 2005 in Wiesbaden erschien, trägt den Titel Die litauischen Idyllen. Vergleichende gattungstheoretische Untersuchung zu Texten aus Polen und Litauen, 1747–1825. 2008 wurde Kessler in Greifswald auf den Lehrstuhl für Baltistik berufen.

## Forschungsschwerpunkte
Die Forschungsschwerpunkte von Kessler sind in der Sprachwissenschaft: Metapherntheorien, Soziolinguistik, historische Soziolinguistik und Pragmatik. In der Literaturwissenschaft arbeitet er zur Lettischen Literatur des 17. und 20. Jahrhunderts, zur litauischen Literatur des 19. Jahrhunderts und zu den baltisch-slawischen Literaturbeziehungen. Darüber hinaus hat Kessler verschiedene Texteditionen betreut.